# ヴァリリア語群
ヴァリリア語群（ヴァリリアごぐん）は、ジョージ・R・R・マーティンによるファンタジー小説、「氷と炎の歌」シリーズとそのテレビ版、「ゲーム・オブ・スローンズ」に登場する架空の語族。
小説では、高地ヴァリリア語とその子孫言語は度々言及されるものの、単語が僅かに登場したに過ぎない。テレビシリーズ用に、言語学者のデイヴィッド・J・ピーターソンが小説に登場する断片的な情報を基にして高地ヴァリリア語とその派生言語であるアスタポア語とミーリーン語を制作した。

## 高地ヴァリリア語
「氷と炎の歌」の世界では、高地ヴァリリア語は中世ヨーロッパにおけるラテン語と同様の文化的地位を占めている。 小説での描写によると、高地ヴァリリア語は日常の意思疎通言語としてはもはや使われていないが、エッソスやウェスタロスの貴族たちの間で学習と教育の言語として使用されており、多くの文学や歌曲がヴァリリア語で制作されている。

### 制作

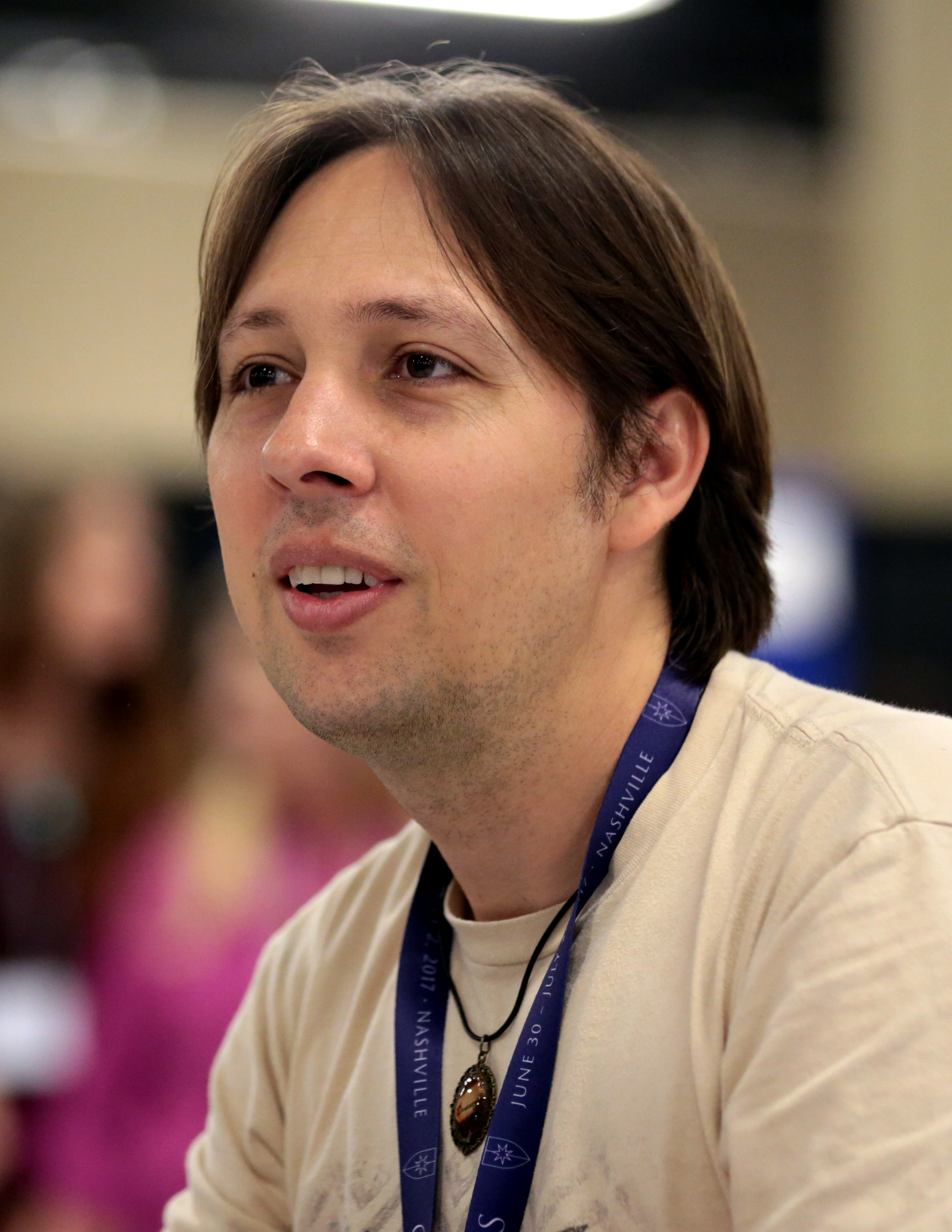
「ゲーム・オブ・スローンズ」用の口頭言語であるヴァリリア語の制作者、デイヴィッド・J・ピーターソン

「ゲーム・オブ・スローンズ」での発話に使用するドスラク語とヴァリリア語群を制作するため、HBOはコンペを行い、複数の人工言語制作者たちから言語学者のデイヴィッド・J・ピーターソンを選出した。プロデューサーたちは言語制作の多くをピーターソンに一任した。ピーターソンによると、ジョージ・R・R・マーティンは自分の作品の言語学的な面にはあまり興味がなかったそうだ。既刊の小説で登場する高地ヴァリリア語の単語は、valar morghulis ("all men must die"), valar dohaeris ("all men must serve") そして dracarys ("dragonfire") 等、ほんの僅かである。次回作の「冬の狂風」に向けて、ピーターソンはより多くのヴァリリア語訳をマーティンに提供した。
ピーターソンは、マーティンが作ったdracarysという単語は、ラテン語で竜を意味するdracoと似ている (恐らくわざと似せた) ので残念だと思うとコメントした。「氷と炎の歌」の架空の世界にはラテン語は存在しないので、ピーターソンはこの類似性を偶然として処理することにし、dracarysを独立の語彙素とした。 ピーターソンの高地ヴァリリア語で竜を意味する用語はzaldrīzesである。一方、valar morghulisとvalar dohaerisというフレーズは、高地ヴァリリア語の活用体系の基礎となった。また、息子を意味するtrēsyという単語は、ピーターソンの3000人目のTwitterフォロワーを称えて作られた。
ピーターソンは高地ヴァリリア語の書記体系は制作しなかったが、「エジプト語のヒエログリフのようなものを考えていた——デザイン面というよりは機能面で。エジプト語にはアルファベットのようなもの、いくつかの音声ベースの体系、さらに表語文字があって、相互に積み重なっていた」とコメントしている。 シーズン3の「女剣士と熊」のエピソードでは、タリサがヴァリリア語の手紙をラテンアルファベットで書いているのが見られるが、これはピーターソンによると、「完全な書記体系を究極的には使い捨てとも言えるショットのために作るのは、価値のある行為だとは思えなかった」からだそうだ。
2013年6月始めの時点では、667個の高地ヴァリリア語の単語が存在していた。

### 音韻
|        | 唇音         | 舌頂音                 | 硬口蓋音              | 軟口蓋音                  | 口蓋垂音                  | 声門音 |
| ------ | ------------ | ---------------------- | --------------------- | ------------------------- | ------------------------- | ------ |
| 破裂音 | p [‌p], b [‌b] | t [‌t], d [‌d]           | j [‌dʒ, j, ʒ],a lj [‌ʎ] | k [‌k], g [‌ɡ]              | q [‌q]                     |        |
| 摩擦音 | v [‌v, w]a    | s [‌s], z [‌z] (th [‌θ])b | j [‌dʒ, j, ʒ],a lj [‌ʎ] | gh [‌ɣ, ʁ̝]c (kh [‌x, ɣ, h)b | gh [‌ɣ, ʁ̝]c (kh [‌x, ɣ, h)b | h [‌h]  |
| 接近音 | v [‌v, w]a    | r [‌r], rh [‌r̥], l [‌l]   | j [‌dʒ, j, ʒ],a lj [‌ʎ] |                           |                           |        |
| 鼻音   | m [‌m]        | n [‌n, ŋ, ɴ]d           | ñ [‌ɲ]                 | n [‌n, ŋ, ɴ]d              | n [‌n, ŋ, ɴ]d              |        |

注意:
^a ⟨v⟩ と ⟨j⟩ は、話者や環境によって接近音から摩擦音までヴァリエーションがある。
^b ⟨th⟩ と ⟨kh⟩ はヴァリリア語ネイティブではなく、ドスラク語の arakh 等の借用語に見られる。
^c ⟨gh⟩ は話者によっては強い軟口蓋音、または強い口蓋垂音となる。これらの音素は区別されない。
^d ⟨n⟩ は軟口蓋音または口蓋垂音に続く場合は自然と同化するが、軟口蓋鼻音や口蓋垂鼻音は単独では存在しない。
|         | 前舌                      | 中舌         | 後舌         |
| ------- | ------------------------- | ------------ | ------------ |
| 狭 / 高 | ī, i [‌iː, i] ȳ, y [‌yː, y] |              | ū, u [‌uː, u] |
| 中央    | ē, e [‌eː, e]              | ō, o [‌oː, o] |              |
| 広 / 低 |                           | ā, a [‌aː, a] | ā, a [‌aː, a] |

マクロン付きの母音 (ī, ȳ, ū, ē, ō そして ā) は長母音であり、短母音の2倍長く持続される。高地ヴァリリア語には、母音の長さだけで弁別される単語もある。円唇母音の ⟨ȳ⟩ と ⟨y⟩ は現代の (非ネイティブまたは権威言語としての) 高地ヴァリリア語では発音されない場合がある。また、これらは子孫言語には残っていない。そのため、「ゲーム・オブ・スローンズ」の登場人物たちは、デナーリス・ターガリエン (Daenerys Targaryen) のファーストネームを一般に [dǝ.ˈnɛː.ɹɪs] と発音する場合がある。高地ヴァリリア語であれば、これは [ˈdae.ne.ɾys] に近くなるはずだ (最初の音節は二重母音、最後の音節は円唇母音)。長母音もいくつかの派生言語では失われている。「ゲーム・オブ・スローンズ」のシーズン3では、Astapori Valyrianから長母音がすべて失われていることが聞いて取れる。
強勢は最後から2番目の音節に置かれるが、最後から2番目の音節が軽く、最後から3番目の音節が重い場合は最後から3番目の音節に置かれる。高度な屈折言語のため語順は柔軟 (派生言語で失われた特徴) だが、関係節を持つセンテンスは主要部終端型となる。

### 文法

#### 名詞
高地ヴァリリア語には4つの文法数、単数形、複数形、少数形、集合形がある。たとえば、vala "男" (主格単数); vali "男たち" (主格複数); valun "数人の男たち" (主格少数); valar "すべての男たち" (主格集合)。 集合形はそれ自体新しい名詞の曲用として数に基づいて変化することができる。たとえば、azantys "騎士、兵士" (主格単数) → azantyr "軍" (主格集合); azantyr "軍" (主格集合) → azantyri "複数の軍" (主格複数)。
名詞には8つの格、主格、対格、属格、与格、処格、具格、共格、そして呼格がある。ただし、具格と共格はすべての曲用形で区別されるわけではなく、また、複数形の属格、与格、そして処格も必ずしも区別されない。
文法性は4つあるが、生物学的な性とは一致しない。 ヴァリリア語の性の名前は以下の通り。
hūrenkon qogror —"ルナクラス (lunar class)"
vēzenkon qogror —"ソルクラス (solar class)"
tegōñor qogror —"テラクラス (terrestrial class)"
embōñor qogror —"アクアクラス (aquatic class)"
有生名詞と個別化可能名詞 (individuatable noun) は大概ルナクラスかソルクラスに属しているが、他の名詞は大概テラクラスかアクアクラスに分類されている。クラス名はクラス名自体の名詞に由来しており、それぞれの性の原型的な例である。 ピーターソンは、ヴァリリア語の性は内在的だがフランス語の性よりも音韻から予測しやすく、またバントゥー語群の名詞クラスに由来する性質がいくつかあると説明している。音韻から予測できるようにした結果、人間を意味する単語はルナクラスかソルクラスのものが多く (語末が -a または -ys になる傾向がある)、食べ物や植物を意味する単語はテラクラスのものが多くなっている (語末が -on である場合が多い)。
ピーターソンによると、「高地ヴァリリア語の曲用クラスを定義するもの」は「単数と複数に細心の注意」を払い、「格が融合する場合としない場合」に注目することで見抜くことができるという。 下記の表では、隣接する格と融合している場合は同じセルに結合してある。また、他の曲用形と同形の格には下線が引いてある。
|           | 第1変化形 (ルナ: vala, "男") | 第1変化形 (ルナ: vala, "男") | 第1変化形 (ルナ: vala, "男") | 第1変化形 (ルナ: vala, "男") |           | 第2変化形 (ソル: loktys, "船乗り") | 第2変化形 (ソル: loktys, "船乗り") | 第2変化形 (ソル: loktys, "船乗り") | 第2変化形 (ソル: loktys, "船乗り") |  |
| 単数      | 複数                         | 少数                         | 集合                         | 単数                         | 複数      | 少数                               | 集合                               |                                    |                                    |  |
| 主格      | vala                         | vali                         | valun                        | valar                        | loktys    | loktyssy                           | loktyn                             | loktyr                             | 主格                               |  |
| 対格      | vale                         | valī                         | valuni                       | valari                       | lokti     | loktī                              | loktyni                            | loktyri                            | 対格                               |  |
| 属格      | valo                         | valoti                       | valuno                       | valaro                       | lokto     | loktoti                            | loktyno                            | loktyro                            | 属格                               |  |
| 与格      | valot                        | valoti                       | valunta                      | valarta                      | loktot    | loktoti                            | loktynty                           | loktyrty                           | 与格                               |  |
| 処格      | valā                         | valoti                       | valunna                      | valarra                      | loktȳ     | loktī                              | loktynny                           | loktyrry                           | 処格                               |  |
| 具格      | valosa                       | valossi                      | valussa                      | valarza                      | loktomy   | loktommi                           | loktyssy                           | loktyrzy                           | 具格                               |  |
| 共格      | valoma                       | valommi                      | valumma                      | valarma                      | loktomy   | loktommi                           | loktymmy                           | loktyrmy                           | 共格                               |  |
| 呼格      | valus                        | valis                        | valussa                      | valarza                      | loktys    | loktyssys                          | loktyssy                           | loktyrzy                           | 呼格                               |  |
|           | 単数                         | 複数                         | 少数                         | 集合                         | 単数      | 複数                               | 少数                               | 集合                               |                                    |  |
| 第1変化形 | 第1変化形                    | 第1変化形                    | 第1変化形                    | 第2変化形                    | 第2変化形 | 第2変化形                          | 第2変化形                          |                                    |                                    |  |

#### 動詞
名詞には4つの文法数があるが、動詞の活用形は単数形と複数形でしか表現されない。少数形は複数形との一致を、集合形は単数形との一致を引き起こす。 動詞には2つのパラダイムがある。1つは語幹が子音で終わり、もう1つは語幹が母音で終わる。下記の表では能動態の4つの時制が例示してある。一人称複数直説法から使用されているパラダイムを見分けることができる——子音幹は必ず -i で終わり、母音幹は -ī で終わる。語幹が母音で終わる動詞は、語幹終端の母音が変化する可能性のあるパターン (-a と -i は変化せず、-e は -i になるが、-o と -u はどちらも -v になる) に従う。動詞の語幹が長母音または二重母音で終わることは決してない。
|        | 現在                   | 現在                   | 現在     | 現在      |            | 単純過去   | 単純過去 | 単純過去  | 単純過去    |             | 完了      | 完了       | 完了       | 完了       |            | 未完了      | 未完了 | 未完了 | 未完了 |
| 直説法 | 直説法                 | 接続法                 | 接続法   | 直説法    | 直説法     | 接続法     | 接続法   | 直説法    | 直説法      | 接続法      | 接続法    | 直説法     | 直説法     | 接続法     | 接続法     |             |        |        |        |
| 単数   | 複数                   | 単数                   | 複数     | 単数      | 複数       | 単数       | 複数     | 単数      | 複数        | 単数        | 複数      | 単数       | 複数       | 単数       | 複数       |             |        |        |        |
| 一人称 | manaeran               | manaeri                | manaeron | manaeroty | manaerin   | manaerī    | manaerun | manaeruty | manaertan   | manaerti    | manaerton | manaertoty | manaerilen | manaerilin | manaerilon | manaeriloty |        |        |        |
| 二人称 | manaerā                | manaerāt               | manaerō  | manaerōt  | manaeria   | manaeriat  | manaerua | manaeruat | manaertā    | manaertāt   | manaertō  | manaertōt  | manaerilē  | manaerilēt | manaerilō  | manaerilōt  |        |        |        |
| 三人称 | manaerza               | manaerzi               | manaeros | manaerosy | manaeris   | manaerisi  | manaerus | manaerusy | manaertas   | manaertis   | manaertos | manertosy  | manaeriles | manaerilis | manaerilos | manaerilosy |        |        |        |
| 命令法 | manaerās               | manaerātās             |          |           |            |            |          |           |             |             |           |            |            |            |            |             |        |        |        |
| 不定詞 | manaeragon             | manaeragon             |          |           | manaerigon | manaerigon |          |           | manaertagon | manaertagon |           |            |            |            |            |             |        |        |        |
| 分詞   | manaerare, manaerarior | manaerare, manaerarior |          |           |            |            |          |           |             |             |           |            |            |            |            |             |        |        |        |

|        | 現在             | 現在             | 現在   | 現在    |           | 完了      | 完了    | 完了     | 完了    |         | 未完了  | 未完了   | 未完了 | 未完了 |
| 直説法 | 直説法           | 接続法           | 接続法 | 直説法  | 直説法    | 接続法    | 接続法  | 直説法   | 直説法  | 接続法  | 接続法  |          |        |        |
| 単数   | 複数             | 単数             | 複数   | 単数    | 複数      | 単数      | 複数    | 単数     | 複数    | 単数    | 複数    |          |        |        |
| 一人称 | liman            | limī             | limaon | limaoty | limatan   | limati    | limaton | limatoty | limēlen | limēlin | limēlon | limēloty |        |        |
| 二人称 | limā             | limāt            | limaō  | limaōt  | limatā    | limatāt   | limatō  | limatōt  | limēlē  | limēlēt | limēloo | limēloot |        |        |
| 三人称 | limas            | limasi           | limaos | limaosy | limatas   | limatasi  | limatos | limatosy | limēles | limēlis | limēlos | limēlosy |        |        |
| 命令法 | limās            | limātās          |        |         |           |           |         |          |         |         |         |          |        |        |
| 不定詞 | limagon          | limagon          |        |         | limatagon | limatagon |         |          |         |         |         |          |        |        |
| 分詞   | limare, limarior | limare, limarior |        |         |           |           |         |          |         |         |         |          |        |        |

|        | 現在             | 現在             | 現在   | 現在    |           | 完了      | 完了    | 完了     | 完了    |         | 未完了  | 未完了   | 未完了 | 未完了 |
| 直説法 | 直説法           | 接続法           | 接続法 | 直説法  | 直説法    | 接続法    | 接続法  | 直説法   | 直説法  | 接続法  | 接続法  |          |        |        |
| 単数   | 複数             | 単数             | 複数   | 単数    | 複数      | 単数      | 複数    | 単数     | 複数    | 単数    | 複数    |          |        |        |
| 一人称 | sōven            | sōvī             | sōvion | sōvioty | sōvetan   | sōveti    | sōveton | sōvetoty | sovīlen | sovīlin | sovīlon | sovīloty |        |        |
| 二人称 | sōvē             | sōvēt            | sōviō  | sōviōt  | sōvetā    | sōvetāt   | sōvetō  | sōvetōt  | sovīlē  | sovīlēt | sovīlō  | sovīlōt  |        |        |
| 三人称 | sōves            | sōvesi           | sōvios | sōviosy | sōvetas   | sōvetis   | sōvetos | sōvetosy | sovīles | sovīli  | sovīlos | sovīlosy |        |        |
| 命令法 | sōvēs            | sōvētēs          |        |         |           |           |         |          |         |         |         |          |        |        |
| 不定詞 | sōvegon          | sōvegon          |        |         | sōvetagon | sōvetagon |         |          |         |         |         |          |        |        |
| 分詞   | sōvere, sōverior | sōvere, sōverior |        |         |           |           |         |          |         |         |         |          |        |        |

#### 形容詞
形容詞には3つの曲用クラスがある。 動詞と同様、形容詞には数の形式が単数形 (集合形にも使われる) と複数形 (少数形にも使われる) の2つしかない。形容詞は前置 (例: "the white shoe") または後置 (例: "the body politic") の両方が可能であるが、前置の場合はさらにいくつかの規則が適用される。
前置形容詞では、エリジオンと子音の同化がいくつか起こる。
- 屈折する部分が2音節の場合 (クラスI複数形の kastoti 等)、2音節目は失われてエリジオンとなることが多い。語末の -t も子音の前では失われる。Aderot ābrot ("素早い女性に") と adero Dovaogēdot ("素早い純粋者に") を比較したい。
- このようなエリジオンによって語末が -z (クラスIのkastaがルナクラスの複数形でkastyzy (主格) やkastyzys (呼格) となる等) となる場合、無声子音の前では最後の -z は無声化して -s となる。kastys hobresse ("青い山羊たち") と kastyz dāryssy ("青い王たち") を比較したい。いずれの形もルナ主格複数の kastyzy から来ている。
- 問題の音節が母音—子音—母音の場合、最後の母音だけがエリジオンの対象となる。ānogro ēlȳro ("最初の血の") と ēlȳr ānogro ("最初の血の") を比較したい。
- 活用表では一般に具格形は -s- または -ss- を、共格形は -m- または -mm- を含んでいるが、ある名詞はどちらの格でもs形を、ある名詞はどちらの格でもm形を使う場合がある。この場合、問題の子音は子音調和を起こし、本来共格形だったものを具格形として使う (あるいはその反対) ことが起こる。たとえば、以下のクラスIII母音変化の例では、共格 ("男と一緒に"、"大雨と一緒に") であるにもかかわらず、具格 ("男たちによって"、"大雨によって") のように見える。
- 最後に、語末の -m は高地ヴァリリア語では一般的ではなくなってきている。-m で終わる短縮された屈折部分は、次の単語が母音または唇音でない限り、-n に同化することが多い。

##### クラスI形容詞
クラスI形容詞は、4つの名詞クラスそれぞれで異なる活用形を取る。ここでは「青い (緑色の)」を意味するkastaを例として使用する。これまで通り、下記の表では、隣接する格と融合している場合は同じセルに結合してある。また、他の曲用形と同形の格には下線が引いてある。
|       | 単数    | 単数    | 単数    | 単数     |          | 複数     | 複数     | 複数      | 複数  |  |
| ルナ  | ソル    | テラ    | アクア  | ルナ     | ソル     | テラ     | アクア   |           |       |  |
| 主格  | kasta   | kastys  | kaston  | kastor   | kasti    | kastyzy  | kasta    | kastra    | 主格  |  |
| 対格  | kaste   | kasti   | kaston  | kastor   | kastī    | kastī    | kasta    | kastra    | 対格  |  |
| 属格  | kasto   | kasto   | kasto   | kastro   | kastoti  | kastoti  | kastoti  | kastroti  | 属格  |  |
| 与格  | kastot  | kastot  | kastot  | kastrot  | kastoti  | kastoti  | kastoti  | kastroti  | 与格  |  |
| 処格  | kastā   | kastȳ   | kastot  | kastrot  | kastoti  | kastī    | kastoti  | kastroti  | 処格  |  |
| 具格a | kastosa | kastosy | kastoso | kastroso | kastossi | kastossi | kastossi | kastrossi | 具格a |  |
| 共格a | kastoma | kastomy | kastomo | kastromo | kastommi | kastommi | kastommi | kastrommi | 共格a |  |
| 呼格  | kastus  | kastys  | kastos  | kastos   | kastis   | kastyzys | kastas   | kastas    | 呼格  |  |
|       | ルナ    | ソル    | テラ    | アクア   | ルナ     | ソル     | テラ     | アクア    |       |  |
| 単数  | 単数    | 単数    | 単数    | 複数     | 複数     | 複数     | 複数     |           |       |  |

##### クラスII形容詞とクラスIII形容詞
形容詞のクラスIIとクラスIIIはどちらも融合する変化形が多く、ソルクラス名詞とルナクラス名詞の区別と、テラクラス名詞とアクアクラス名詞の区別ができない。また、クラスII形容詞には下位クラスがいくつかあるが、詳細はまだ不明である。ここで使用する例はクラスII形容詞の adere ("滑らかな、すべすべした、つるつるした、速い、素早い") とクラスIII形容詞の ēlie ("最初の") である。
クラスIII形容詞でも、上記のエリジオンの対象となった場合、母音変化が起こる。ルナ形とソル形がエリジオンを起こして音節に -ȳ- が含まれる場合 (下記の表ではそのような変化形を強調してある)、この -ȳ- は -io- に変化する。これはテラ形またはアクア形では起きない。以下を比較したい。
valosa ēlȳse — "最初の男によって" (vala は第1変化形ルナクラス名詞)
ēlios valosa — "最初の男によって"
daomȳssi ēlȳssi — "最初の大雨によって" (daomio は第3変化形ルナクラス名詞)
ēlȳs daomȳssi — "最初の大雨によって"
|       | ソル / ルナ | ソル / ルナ | テラ / アクア | テラ / アクア |
| 単数  | 複数        | 単数        | 複数          |               |
| ----- | ----------- | ----------- | ------------- | ------------- |
| 主格  | adere       | aderi       | aderior       | aderiar       |
| 対格  | adere       | aderi       | aderior       | aderiar       |
| 属格  | adero       | aderoti     | aderȳro       | aderȳti       |
| 与格  | aderot      | aderoti     | aderȳro       | aderȳti       |
| 処格  | aderē       | aderoti     | aderȳro       | aderȳti       |
| 具格a | aderose     | aderossi    | aderȳso       | aderȳssi      |
| 共格a | aderome     | aderommi    | aderȳmo       | aderȳmmi      |
| 呼格  | aderes      | aderis      | aderios       | aderīs        |

|       | ソル / ルナ | ソル / ルナ | テラ / アクア | テラ / アクア |
| 単数  | 複数        | 単数        | 複数          |               |
| ----- | ----------- | ----------- | ------------- | ------------- |
| 主格  | ēlie        | ēlī         | ēlior         | ēliar         |
| 対格  | ēlie        | ēlī         | ēlior         | ēliar         |
| 属格  | ēlio        | ēlȳtib      | ēlȳro         | ēlȳti         |
| 与格  | ēliot       | ēlȳtib      | ēlȳrot        | ēlȳti         |
| 処格  | ēliē        | ēlȳtib      | ēlȳrot        | ēlȳti         |
| 具格a | ēlȳseb      | ēlȳssib     | ēlȳso         | ēlȳssi        |
| 共格a | ēlȳmeb      | ēlȳmmib     | ēlȳmo         | ēlȳmmi        |
| 呼格  | ēlies       | ēlīs        | ēlios         | ēlīs          |

注:
^a 上述の子音調和を参照のこと。
^b 上述のエリジオンにおける母音変化を参照のこと。

### Duolingoのコース
2016年10月31日から英語話者のための高地ヴァリリア語のコースがDuolingo Language Incubatorで準備されている。デイビット・J・ピーターソンはこのコースの貢献者の1人。 ベータ版は2017年7月12日にリリースされた。

## 派生言語
小説とテレビの世界では、エッソスの9つの自由都市で高地ヴァリリア語の変種が数種類話されているが、「竜との舞踏」で登場人物のティリオンは「方言というよりは、別々の言葉になりつつある9つの方言」だと説明している。 奴隷商人湾にある各都市では、各地のギスカル言語群を基層に持つ、高地ヴァリリア語由来の近縁言語が話されている。 ピーターソンは、派生言語の語彙に関して、「おかしな所に j があったら、恐らくギスカル語起源だ」と発言している。
ピーターソンの説明によると、高地ヴァリリア語と自由都市の諸言語の関係は、高地ヴァリリア語が当地のエッソス語話者にも何とか解読できるという点で、古典ラテン語とロマンス諸語の関係、あるいはもっと正確には古典アラビア語と現代アラビア諸語の関係に類似しているそうだ。

### アスタポアヴァリリア語
本シリーズで取り上げられることになった最初のヴァリリア語の派生言語はアスタポアヴァリリア語で、これは奴隷商人湾にある都市、アスタポアで生じた変種である。シーズン3の最初のエピソード、「新たな時代」で登場した。ピーターソンはアスタポア語の会話を作成する際、まず高地ヴァリリア語で書き起こし、続いて文法と音声の一連の規則的な変化を適用し、これによって自然言語で長期間かけて発生する変化を模倣した。
たとえば、アスタポアヴァリリア語ではすべての長母音 (マクロンで示される) とほとんどの二重母音が失われているため、「純粋者」は高地ヴァリリア語で Dovaogēdy [do.vao.ˈɡeː.dy] となるが、アスタポア語では Dovoghedhy [do.vo.ˈɣe.ði] となる。同様に、アスタポアヴァリリア語では高地ヴァリリア語の格体系が失われているため、語順は確実に主語—動詞—目的語 (SVO) である。さらに、高地ヴァリリア語の4つの性は2つに減少し、2つの定冠詞、ji と vi を持つようになった。単語の強勢は高地ヴァリリア語より予測しにくいが、命令形は語末に強勢が置かれる (例: ivetá)。

### ミーリーンヴァリリア語
ミーリーンヴァリリア語は「ゲーム・オブ・スローンズ」のシーズン4で登場した。 アスタポアヴァリリア語と同様、長母音と /y/ の音がない。